# Vasily Karlovich Sowinsky
Vasily Karlovich Sovinsky (Василий Карлович Совинский) eller Vladimir Konstantinovich Sovinsky ( Владимир Константинович Совинский), född 2 februari 1853 i Nemyriv eller Tjuhujiv i Ukraina, död i Kiev 12 april 1917, var en rysk zoolog och karcinolog, det vill säga zoolog med inriktning på kräftdjur. Hans auktorsnamn är Sowinsky eller V. K. Sowinsky.

## Biografi
Sovinsky tog examen 1870 vid Nemirovskayagymnasiet och 1974 från naturvetenskapliga avdelningen vid fakulteten för fysik och matematik vid Kievs universitet.
Han arbetade först som lärare i naturvetenskap och geografi vid lärarseminariet i Korostysjiv och från 1877 som intendent för Zoologiska museet och sedan som laboratorieassistent vid Kievs universitet. Från 1886 var han privatdocent. Åren 1879-1882 reste han till Krim för att studera halvöns fauna.
Han var medlem i Kievs Society of Naturalists (Киевском обществе естествоиспытателей). Tillsammans med Nikolai Christian Konstantin von Bunge (Николай Андреевич Бунге) var han redaktör för "Index för rysk publikationer i matematik, teoretisk och tillämpad naturvetenskap" («Указатель русской литературы по математике, чистым и прикладным естественным наукам») som publicerades 1873-1913 Kievs Society of Naturalists.
Sovinsky dog 1917, samma år som den ryska revolutionen.
Kommakräftan Pterocuma sowinskyi, beskriven av Georg Ossian Sars 1894, är uppkallad efter honom.  

## Verk i urval
- "Om amfipoderna i Sevastopolbukten" (från 3 tab. Fig., "Notes of Kiev. General. Naturalist", 1880)
«Об амфиподах Севастопольской бухты» (с 3 табл. рис., «Записки Киевск. Общ. Естествоисп.», 1880)
- ”Till kräftdjursfaunan i Svarta havet. Om några representanter för familjen. Caridae” (från fig. 3, ibid. 1882)
«К фауне ракообразных Черного моря. О некоторых представителях из сем. Caridae» (с 3 табл. рис., ibid. 1882)
- ”Till kräftdjursfaunan i Svarta havet. Artikel 2. Om några parasitiska former från Copepoda-gruppen, ibid. 1884)
«К фауне ракообразных Черного моря. Статья 2-я. О некоторых паразитных формах из группы Copepoda», ibid. 1884)
- "Uppsats om faunan hos sötvattenskräftdjur från omgivningarna av staden Kiev och den norra delen av Kiev-provinsen." (ibid. 1888)
«Очерк фауны пресноводных ракообразных из окрестностей г. Киева и северной части Киевской губ.» (ibid. 1888)
- "Kräftdjur i Azovskasjön: en jämförande faunauppsats baserad på material som samlats in av A. A. Ostroumov och mina personliga observationer" (Zap. Kiev. Society of Naturalists. 1893. V. 13, nummer 1-2. sid:119)
«Ракообразные Азовского моря: сравнительно-фаунистический очерк на основании материалов, собранных А. А. Остроумовым и моих личных наблюдений» (Зап. Киев. общества естествоиспытателей. 1893. Т. 13, вып. 1-2. 119 с.)
- "Introduktion till studiet av faunan i Ponto-Kaspiska-Aralsjön, betraktad som en oberoende zoo-geografisk provins" (Zap. Kiev. Society of Naturalists. 1902. Vol. 18. xiv, 487, sid:217)
«Введение в изучение фауны Понто-Каспийско-Аральского морского бассейна, рассматриваемой с точки зрения самостоятельной зоо-географической провинции» (Зап. Киев. общества естествоиспытателей. 1902. Т. 18. xiv, 487, 217 с.)